# شط السليمانية
شط السليمانية هو أحد فروع نهر كارون ويتفرع من نهر كارون عند مضخات مياه مارد قبل مدينة المحمرة في محافظة خوزستان ويمر بمدن المحمرة و عبادان ثم يدخل في قسم شلاهي الريفي ويصب في الخليج العربي. و يسمى عند الفرس بسم بهمنشير و هو من مشروع تفريس المنطقة.